# روبرت جارفيك
روبرت كوفلر جارفيك (بالإنجليزية: Robert Koffler Jarvik) (مواليد 11 مايو 1946) هو عالم وباحث و رجل أعمال أمريكي معروف بدوره في تطوير القلب الاصطناعي جارفيك -7.
وُلد روبرت جارفيك في ميدلاند بولاية ميشيغان لأبوين نورمان يوجين جارفيك وإديثي كوفلر جارفيك ، ونشأ في ستامفورد بولاية كونيتيكت. وهو ابن شقيق موراي جارفيك، الصيدلاني الذي شارك في اختراع رقعة النيكوتين.

## وصلات خارجية
- الموقع الرسمي